# تالار آینه (کمال‌الملک)
تالار آینه یک نقاشی رنگ روغن از کمال‌الملک، نقاش واقع‌گرای ایرانی است. کمال‌المک برای ۵ سال بر روی این اثر هنری کار کرد و در این نقاشی ناصرالدین شاه در تالار حاضر است. نقاشی کمال‌الملک از تالار آینه واقع در کاخ موزه گلستان گسترده‌تر از آن چیزی است که در واقعیت دیده می‌شود و کمال‌الملک در این اثر بر شکوه تالار آینه افزوده‌است.